# Династија Лизињан
Лизињан је била француска династија чији су припадници владали великим деловима Европе и Леванта, укључујући и краљевинама Јерусалим, Јерменијом и Кипром. Династија Лизињан потиче из Поатјеа у западној Француској из раног 10. века. До краја 11. века постали су најистакнутија породица ове области. Крајем 12. века огранци династије Лизињан су брачним везама постали краљеви Јерусалима и Кипра док је почетком следећег столећа главни огранак напредовао у грофовијама Ла Марш и Ангулем. Крсташки краљеви на истоку ступили су у везе са краљевима Киликије које су наследили средином 14. века. Јерменски огранак династије Лизињан побегао је у Француску и Русију након мамелучког освајања Киликије. Кипарску краљевину анектирала је Млетачка република.

## Крсташки краљеви
Седамдесетих година 12. века Амалрик Лизињан долази у Јерусалим након што је протеран са својих поседа у близини Поатјеа од стране енгглеског краља Ричарда. Оженио се Ешивом, ћерком Балдуина од Ибелина чиме је ушао у круг јерусалимског племства. Такође, био је штићеник Агнесе од Куртенеа, мајке краља Балдуина IV, која је била ожењена за Ренеа од Сидона, лорда Бејрута. Шириле су се гласине да је Амалрик Агнесин љубавник. Амалриков брат, Ги Лизињанин, је 1186. године постао јерусалимски краљ оженивши се принцезом Сибилом, сестром Балдуина IV. На круну је претендовао и триполски гроф Ремон III. Са Сибилом је Ги имао две ћерке, Алису и Марију. Током Гијеве владавине дошло је до битке код Хитина (1187) у којој је Саладин нанео велики пораз крсташким армијама Јерусалима, Триполија и Антиохије. Сам краљ заробљен је у бици. Док је Ги лежао у Дамаску, Саладин је освојио готово цело краљевство. Успон је у тим временима доживео Конрад од Монферата који је заузео Тир и одбијао муслиманске нападе. Пад Јерусалима довео је до покретања Трећег крсташког рата током кога је решено и питање јерусалимског краља. Нови краљ постао је Конрад, кога је подржавао француски краљ Филип. Ги је за узврат добио титулу краља Кипра. Умро је 1194. године остављајући кипарски престо старијем брату Амалрику. Женидбом са Изабелом (Сибилином сестром) Амалрик је постао и краљ Јерусалима. Током његове краткотрајне владавине, Кипар и Јерусалим били су уједињени.

## Краљеви Кипра
Први кипарски краљ из династије Лизињан био је Ги. Њега је наследио брат Амалрик. Амалрикова смрт 1205. године означила је краљ уније Јерусалима и Кипра. На јерусалимском престолу наследио га је Јован од Бријена, муж Марије од Монферата (Конрадове ћерке), а на кипарском престолу син Иго I. Иго је оженио своју рођаку, Алису од Шампање, ћерку Изабеле и Хенрија од Шампање. Имали су троје деце. Син Хенри наследио га је на престолу 1218. године. Пошто је био малолетан, државом је управљао његов ујак Јован од Ибелина, господар Бејрута. Хенри је 1225. године крунисан за краља у Никозији. Имао је осам година. На круну је пртендова и Фридрих II, цар Светог римског царства и краљ Јерусалима. Избио је Ломбардски рат који је окончан 1242. године победом коалиције супротстављене немачком цару. У рату је учествовао и Симон V Монфорт који ће касније у Енглеској предводити Баронски рат. Хенри је 1246. године постао регент Јерусалима у име малолетног Фридриховог сина Конрада IV. Женио се три пута и имао је само једног сина, Ига II. Иго га је 1253. године наследио на кипарском престолу. Умро је 1267. године. Његова смрт означила је крај владавине главног огранка Лизињана над Кипром.

## У Енглеској
У Француској, Иго ле Брун, као и већина лордова Поатјеа, подржава Артура од Бретање у борби против Ричардовог наследника, Јована без Земље. Женидбом са Изабелом Анголемеском (1200), Јован је преузео лизињанске поседе у Ла Маршу и Нормандији. Лизињани добијају подршку од Филипа Августа, француског краља. У Енглеско-француском рату (1202-1214) Лизињани учествују на страни Француске. Јована је Филип прогласио непослушним вазалом. Енглеске снаге изненадиле су Артура од Бретање приликом опсаде Миребеа (јул 1202). Артур је заробљен, а због одбијања Јована да га ослободи већина француских барона стаје на страну Филипа. Енглези губе половину својих поседа у Француској. Након смрти Јована без Земље (1216), Изабела Анголемеска се удала за Ига X Лизињана (1220). Један од њихових синова, Вилијам Валенс, подржавао је краља Хенрија III у рату са Симоном Монфротом. Након пораза устаника код Ившема 1265. године, Вилијам је наставио да служи Хенрија, а затим и његовог наследника Едварда I, све до своје смрти 1296. године. Вилијамов наследник, Амалрик, учествовао је у Шкотском рату за независност на страни енглеског краља. Био је присутан у бици код Банокберна 1314. године.

## Дворци и тврђаве Лизињана

### Француска
- Замак Лизињана, на свом врхунци највећи дворац у Француској
- Тур Мелусин

### Јерусалим
- Давидова кула
- Крак де Шевалије
- Замак у Кераку
- Сидонски замак

### Кипар
- Резиденција у Фамагусти
- Замак у Киренији
- Замак Илариона Великог
- Пафос
- Замак Буфавенто
- Замак Кантара

### Киликија
- Замак Мамур
- Корик
- Кизкалеси
- Јиланкале "Замак змија"